# Creidne
Na mitologia irlandesa, Creidne era uma guerreira, campeã dos Fianna.
Não deve ser confundida com Creidhne, o deus construtor.